# Colonia Agrícola San Luis
Colonia Agrícola San Luis är en ort i Mexiko.   Den ligger i kommunen Atlangatepec och delstaten Tlaxcala, i den sydöstra delen av landet, 100 km öster om huvudstaden Mexico City. Colonia Agrícola San Luis ligger 2 493 meter över havet och antalet invånare är 142.
Terrängen runt Colonia Agrícola San Luis är kuperad norrut, men söderut är den platt. Colonia Agrícola San Luis ligger nere i en dal. Runt Colonia Agrícola San Luis är det ganska tätbefolkat, med 70 invånare per kvadratkilometer. Närmaste större samhälle är Apizaco, 17,5 km söder om Colonia Agrícola San Luis. Trakten runt Colonia Agrícola San Luis består till största delen av jordbruksmark.